# Mattia Pinazzi
Mattia Pinazzi (né le 4 avril 2001 à Colorno) est un coureur cycliste italien. Il participe à des compétitions sur route et sur piste. 

## Biographie
En 2022, lors des championnats d'Europe espoirs, il est sacré champion d'Europe de poursuite par équipes avec Davide Boscaro, Manlio Moro et Niccolo Galli. 

## Palmarès sur piste

### Championnats du monde
| Édition / Épreuve                   | Vitesse individuelle | Poursuite par équipes | Américaine | Scratch |
| Aigle 2018 (juniors)                | 39e                  |                       |            | 8e      |
| Francfort-sur-l'Oder 2019 (juniors) |                      | 5e                    | 9e         |         |
| Saint-Quentin-en-Yvelines 2022      |                      |                       |            | 11e     |

### Coupe des nations
- 2022
  - 2e de la poursuite par équipes à Milton
  - 3e du scratch à Milton
- 2023
  - 2e de la poursuite par équipes à Milton

### Championnats d'Europe
| Édition / Épreuve                 | Kilomètre | Vitesse individuelle | Vitesse par équipes | Poursuite par équipes | Course aux points | Américaine | Scratch |
| Aigle 2018 (juniors)              |           |                      |                     |                       |                   | 6e         |         |
| Gand 2019 (juniors)               |           |                      |                     | 5e                    |                   | 4e         |         |
| Fiorenzuola d'Arda 2020 (espoirs) |           | 12e                  | 6e                  |                       |                   | 6e         |         |
| Apeldoorn 2021 (espoirs)          |           |                      |                     |                       | Bronze            | 7e         |         |
| Granges 2021                      | 13e       |                      |                     |                       |                   |            | 14e     |
| Anadia 2022 (espoirs)             |           |                      |                     | Or                    |                   | 5e         | 4e      |
| Munich 2022                       |           |                      |                     |                       |                   |            | 4e      |

### Championnats d'Italie
- 2021
  -  Champion d'Italie du scratch
- 2022
  -  Champion d'Italie de poursuite par équipes
  -  Champion d'Italie de course à l'américaine (avec Davide Plebani)

## Palmarès sur route

### Par années
- 2017
  - Gran Premio San Gottardo
- 2018
  - Coppa Caduti di San Lorenzo
  - Trofeo Carlo Mazzola
- 2019
  - Trophée Raffaele Marcoli
  - Novara-Suno
  - Gran Premio Officina Pellegrini
  - Trofeo Salsi Stefano
  - Trofeo Danilo Fusaro
- 2021
  - Targa Libero Ferrario
  - Gran Premio Città di Saronno
- 2022
  - Vicence-Bionde
  - Gran Premio Misano 100
- 2023
  - Trofeo Città di Nonantola
  - Vicence-Bionde
  - Circuito del Porto-Trofeo Arvedi
- 2024
  - 1re étape de l'Istrian Spring Trophy

### Classements mondiaux
| Année                                 | 2022  | 2023  | 2024  |
| ------------------------------------- | ----- | ----- | ----- |
| Classement mondial                    | 1307e | 1272e | 1385e |
| UCI Europe Tour                       | 907e  | nc    | nc    |
|                                       |       |       |       |
| Légende : nc = non classéSource : UCI |       |       |       |